# Нугуманов, Иманмалик Нугуманович
Иманмалик Нугуманович Нугуманов (15 января 1928 — 19 декабря 2000) — казахский доктор химических и педагогических наук, профессор.

## Биография
Нугуманов И. Н. рано лишившись родителей, воспитывался в детском доме. В суровое военное время детский дом был расформирован, и он начал трудовую деятельность в 15 лет. Летом 1943 года прошёл краткосрочные курсы и приступил к работе учителем физики, математики и химии. В 1948 году поступил на факультет естествознания Казахского педагогического института имени Абая, был Сталинским стипендиатом. Завершив с отличием обучение в 1952 году, проработал три года на руководящих должностях в средней школе, а в 1955 году вернулся в КазПИ. В течение 45 лет прошёл путь от ассистента до профессора, заведовал кафедрой (1975—1986). Поступив в 1957 году в только открывшуюся аспирантуру по методике преподавания, защитил кандидатскую диссертацию на тему «Терминологические проблемы обучения химии в казахских средних школах». В течение последующих 30 лет, исследовав химический научный язык с точки зрения семиотики и педагогики, защитил докторскую диссертацию на тему «Язык химии и дидактические основы его функционирования в процессе обучения» (1993 г.).
Заложив принципы перевода научной литературы на казахский язык, он перевёл с русского языка 15 основных учебников и учебных пособий по химии и методике её преподавания для школ и вузов, написал более 20 учебников и учебно-методических пособий. Из почти 300 научных и методических работ можно выделить первое оригинальное пособие на казахском языке «Методика преподавания химии» (1993 г.), «Книгу для чтения по химии» (1997 г.), монографии по языку химии и номенклатуре.
В 1997—2000 годах он совмещал преподавание с руководством научной лабораторией в Академии образования имени Ы.Алтынсарина, участвовал в разработке Государственного стандарта по химии для средней школы (1999 г.), и нового поколения школьных учебников химии на казахском языке.
Нугуманов И. Н. был бессменным руководителем методических советов всех уровней, членом редакционных коллегий и автором энциклопедий и научно-методических периодических изданий; членом диссертационных советов и экспертной комиссии ВАК, подготовил более десяти докторов и кандидатов наук.
Профессор Нугуманов И. Н. является одним из основоположников методики обучения химии в Казахстане, оставил большое научно-педагогическое наследие и много учеников и последователей.
В Казахском национальном педагогическом университете имени Абая имеется аудитория методики преподавания химии имени профессора И. Н. Нугуманова.
И. Н. Нугуманов вместе с супругой Раей Шаймардановой вырастили двух дочерей и двух сыновей.
Книги
- Неорганикалық химияның бақылау жұмыстары. (пособиедля студентов), Алматы, 1960.
- Химиятілі. Алматы, издательство «Қазақстан»,1977.
- Химиялық символика мен номенклатураны оқыту. Алматы, издательство «Мектеп», 1980.
- Анорганикалық қосылыстардың классификациясы мен номенклатурасы. Алматы, 1990.
- Химический язык и обучение химии. Алматы, 1992.
- Химияны оқыту әдістемесі. Алматы, издательство"Рауан", 1993.
- Химия оқу кітабы. Алматы, «Рауан», 1997.
- Химияесептері мен жаттығулары. Алматы, «Мектеп», 1972.
- Бейорганикалық химиядан семестрлік тапсырмалар. Алматы, 1995.
- Қазақорта мектептеріне химияны оқытуды жақсарту шаралары. (пособие для учителей) Алматы, 1962.
- Анорганикалық химияның есеп практикумы. (пособие длястудентов), Алматы, 1970.
- Анорганикалық химияның бақылау жұмыстары. Алматы,1980.
- Бейорганикалық химия практикумы.(соавтор) Алматы, «Білім», 1997.
- Химия.(учебник для 9-го класса) Алматы, «Мектеп»,2001, 2005.
- Химия.(учебник для 8-го класса) Алматы, «Білім»,2002.
- Химия(сборник задач для 9-го класса) Алматы, «Мектеп», 2001.

Литература
- Нугуманов Иманмалик Нугуманович // Казахстан. Национальная энциклопедия.-Алматы: Қазақэнциклопедиясы, 2006. — Т. 7.
- «Рухани өмір мәңгілік». —Алматы: издательство"Ұлағат", 2013. — ISBN978-601-298-043-1
- «Вечный след» Сборник очерков о лучших учителях республики, Алматы, издательство"Мектеп", 2002, 223—229 с. — ISBN9965-16-183-6
- М.Батырбеков"Высшая школа Казахстана в лицах"Алматы, издательство «Рауан», 2000, 423с.— ISBN 5-7667-8016-8